# FVM/CVM Tummelisa
FVM/CVM Tummelisa, Ö 1, var ett svenskt övningsflygplan (skolflygplan) som togs fram vid Flygkompaniet och  tillverkades vid Flygkompaniets tygverkstäder Malmslätt/Centrala Flygverkstaden Malmslätt (FVM/CVM). Tummelisa är ett litet biplan och användes för allmän och avancerad flygträning av Flygkompaniet och Flygvapnets piloter under 1920- och 1930-talen.

## Bakgrund
Idén till flygplanet kom från Gösta von Porat, som när han var på flygutbildning i Frankrike på sin lediga tid satt och skissade på flygplanet. Åter i Sverige överlämnade han skisserna till flygingenjören Henry Kjellson vid FVM, som konstruerade den maskin som kom att byggas. Den första flygningen ägde rum i juni 1920 med von Porat som pilot.

## Teknisk utformning
Tummelisa utrustades med en roterande stjärnmotor, en motor som redan fanns på Flygkompanietets lager eftersom de köpt ett större antal från Thulinverken vid den firmans nedläggning. Flygegenskaperna var goda trots den gyroverkan som en roterande motor ger. Men med speciell uppmärksamhet hos föraren och riktig roderhantering kunde uppkommen gyroverkan kompenseras.

## Användning i svenska försvaret
Benämningen i Flygkompaniet blev Övningsflygplan ett, Ö 1, och kallades först officiellt för "Tummeliten". Namnet blev dock kortvarigt. Eftersom planet hade en benägenhet att rolla döptes det därför om av piloterna till "Tummelisa", eller kort och gott "Lisa".
När den första serien av Ö 1 kom i bruk 1921 användes flygplanet efter den grundläggande flygutbildningen som skedde i Sk 1 (Albatros 120). När flygeleverna behärskade konsten att starta och landa flyttades de över till Ö 1, som kunde användas till mer avancerad flygning där både roll och looping ingår som delmoment. 
På försök användes under tidigt 1920-tal Ö 1 även som utbildningsflygplan för jaktflygare. En kulsprutekamera monterades på flygplanet och efter landning kunde lärarna genom att studera filmrutorna se elevens antal träffar av motståndarens flygplan. Försöken ledde till att man monterade in en riktig kulspruta i ett flygplan, som användes som övergångsflygplan till Phönix J 1.
När Flygvapnet bildades 1926 fanns elva flygplan kvar i tjänst vid F 3 Malmslätt. Samtliga överfördes under hösten 1927 till F 5 Ljungbyhed för att där användas som skolflygplan vid piloternas vidareutbildning. 
För att täcka behovet av skolflygplan beställdes 1928 ytterligare tio flygplan från FVM, men tjänstetiden för dessa vid Flygskolan kom att bli kort.
Redan 1932 kasserades alla flygplan från första serien utom ett. De kvarvarande flygplanen fördelades på F 1 Hässlö och F 3 Malmslätt för att användas vid allmän flygträning.
I februari 1935 kasserades den sista Ö 1. Motor och instrument demonterades varefter flygplanet användes vid brandövningar.

## Produktion
De sista tre flygplanen byggdes 1933 vid CVM av delar från havererade flygplan samt olika reservdelskomponenter. Totalt tillverkades 29 flygplan. Sista flygningen gjordes på F 3 Malmslätt i september 1962 med det exemplar (3656) som i dag finns utställt på Flygvapenmuseum.

## Nytillverkad replika

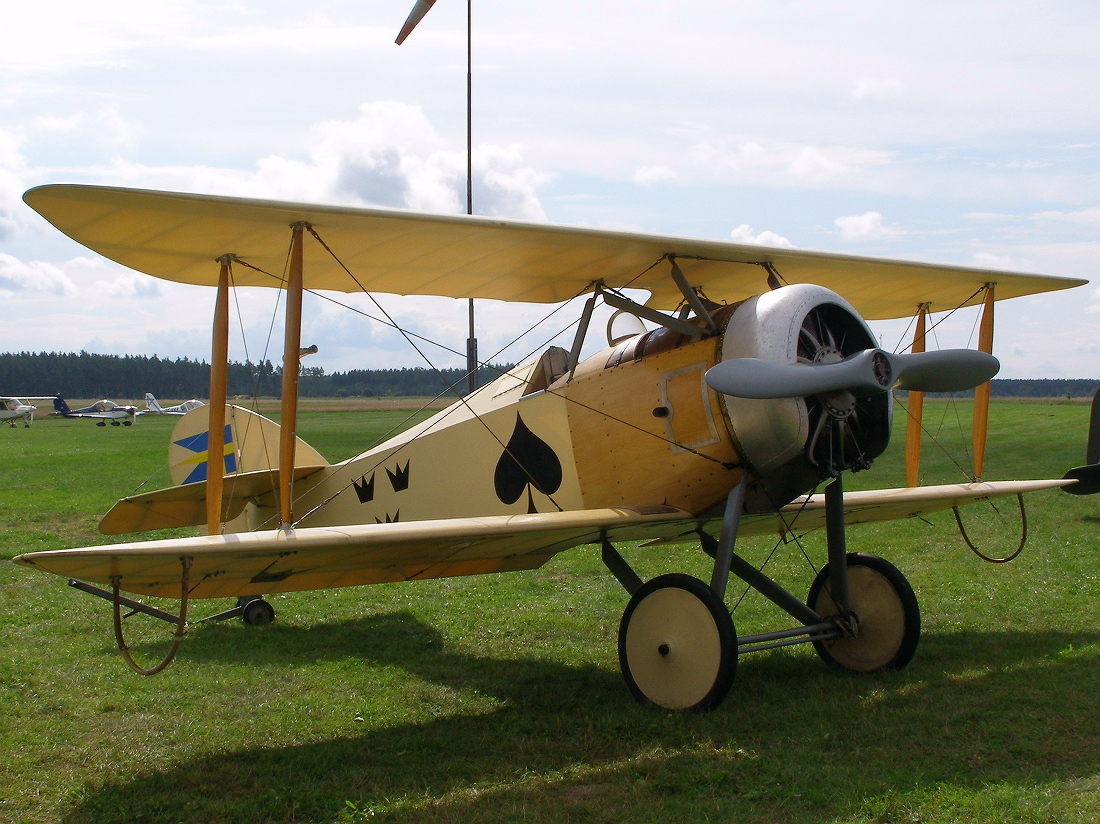

Under 1980-talet tillverkade Mikael Carlson en replika efter originalritningar. Flygplanet är dock originalet så troget att de flesta i branschen anser att det inte är en replika, utan snarare flygplan nummer 30, det senast byggda exemplaret.[källa behövs] Mikael Carlson gjorde själv första provflygningen 1989, varefter Luftfartsverket kunde slutbesiktiga och godkänna bygget. Sen dess har han visat upp flygplanet i luften inte bara i Sverige, utan även runt om i Europa, USA, och så långt bort som Nya Zeeland.